# Холл, Сэмюэл
Сэмюэл Уэсли «Сэм» Холл (англ. Samuel Wesley "Sam" Hall, 10 марта 1937, Дейтон, Огайо, США — 11 августа 2014, Флорида, США) — американский прыгун в воду, серебряный призёр летних Олимпийских игр 1960 год в Риме.

## Карьера
Родился в семье мэра Дейтона, его брат, Тони Холл, был членом Палаты представителей от Огайо и послом США в ряде международных организаций.
В студенческие годы был членом команды по прыжкам в воду в Университете штата Огайо. Он был чемпионом NCAA на метровом трамплине (1960) и двукратным чемпионом — на трехметровом (1959 и 1960). Выиграл два три титула AAU: два на открытом воздухе и один — в помещении. Был бронзовым призёром Панамериканских игр в Чикаго (1959) в той же дисциплине. На летних Олимпийских играх в Риме (1960) выиграл серебряную медаль в прыжках с 3-метровго трамплина.
В 1965 г. был избран в Палату представителей штата Огайо. В начале 1980-х гг. объявился себя «контртеррористическим добровольцем» и отправился в Никарагуа в качестве советника никарагуанских контрас. Оказался в центре общественного внимания в 1986 г., когда был захвачен в плен сандинистами. Примерно через два месяца был освобожден.
В последние годы жизни проживал во Флориде, работал в сфере недвижимости.